# Coniasaurus
Genre
Coniasaurus est un genre fossile de Squamates marins mosasauriens de la famille des Dolichosauridae (en) ayant vécu dans les mers peu profondes d'Amérique du Nord et d'Europe durant la première moitié du Crétacé supérieur.

## Historique
Le genre Coniasaurus et l'espèce Coniasaurus crassidens ont été décrits en 1850 par Richard Owen à partir de restes fossiles trouvés dans le Sussex, en Angleterre, et datés du Cénomanien. Une seconde espèce, Coniasaurus gracilodens, également trouvée en Angleterre, a été décrite en 1999 par le paléontologue canadien Michael Caldwell.

## Aire géographique
Des restes fossiles de Coniasaurus ont été découverts dans des sédiments marins datés du Cénomanien et du Santonien d'Amérique du Nord, d'Angleterre et d'Allemagne.

## Description
Coniasaurus n'a été décrit qu'à partir de spécimens fossiles fragmentaires. L'animal avait probablement un crâne relativement allongé avec des dents spécialisées. En comparaison avec son parent Dolichosaurus (en), il peut avoir eu quatre membres courts, un cou et un corps allongés. C'était un reptile de taille moyenne, avec une longueur estimée comprise entre 0,5 et 1 m,.

## Classification
Les analyses phylogénétiques suggèrent que Coniasaurus est un représentant basal des Mosasauria, précédant l'évolution vers les Aigialosauridae puis les Mosasauridae. Il est attribué à la famille des Dolichosauridae (en).

## Liste des espèces
Selon Paleobiology Database (2023) :
- † Coniasaurus crassidens Owen, 1850
- † Coniasaurus gracilodens Caldwell, 1999